# Jobbkéz-szabály (geometria)
A jobbkéz-szabály a koordináta-geometriában a Descartes-féle derékszögű koordináta-tengelyek egymáshoz képesti elhelyezkedésének könnyen megjegyezhető segítsége. Ha jobb kezünk ujjait az ábrának megfelelő módon tartjuk és a hüvelykujjunkat az x, a mutatóujjunkat az y tengely irányába forgatjuk, a z tengely a nagyujj irányába fog mutatni. Az ilyen koordináta-rendszerek neve jobbrendszer vagy jobbforgású koordináta-rendszer.

## Történet
A jobbkéz-szabály a 19. században jelent meg a háromdimenziós koordináta-rendszerek koordinátatengelyei pozitív irányának azonosítási módjaként. William Rowan Hamiltonnak, a kvaterniók, a háromdimenziós forgatásokat leíró matematikai rendszer kifejlesztőjének tulajdonítják gyakran e konvenciót. A kvaterniók tekintetében két vektorkvaternió Hamilton-szorzata skalár- és vektorkomponenssel rendelkező kvaterniót ad. Josiah Willard Gibbs felfedezte, hogy ezek különválasztása pont- és keresztszorzatra egyszerűsíti a vektorformalizmust. Jelentős vita után Hamilton kvaterniós rendszere helyett Gibbs háromvektoros rendszere lett általános. Ez vezetett a jobbkéz-szabály általános elfogadásához a későbbi környezetekben.

## Fordítás
Ez a szócikk részben vagy egészben  a   Right-hand rule című angol Wikipédia-szócikk ezen változatának fordításán alapul.  Az eredeti cikk szerkesztőit annak laptörténete sorolja fel. Ez a jelzés csupán a megfogalmazás eredetét és a szerzői jogokat jelzi, nem szolgál a cikkben szereplő információk forrásmegjelöléseként.